# 大沙锥
是鸻形目丘鹬科的一种鸟类。
是一種中等大小的長喙遷徙涉禽（體長27–29公分，翼展38–44公分，體重120克）。
這個常見名稱是為了紀念英國博物學家羅伯特·斯文豪，他在1861年首次物種描述。

## 描述
大沙锥体重约121克，翼长约134.6毫米，嘴峰长约68.4毫米，喙宽度约5毫米，喙厚度约6.7毫米，跗蹠长约32.2毫米，尾长约56.4毫米。

## 辨識
它可以根據其隱蔽的黑色、棕色、米色和白色羽毛圖案來識別為一種沙錐屬（Gallinago）鷸，但在野外不易與大地鷸和針尾鷸區分。這個物種在韓國通常被稱為cho suekyung。

## 分佈
它主要在西伯利亞中部和南部以及蒙古繁殖。整個族群進行遷徙，並在非繁殖季節主要分佈於東部和南部的印度、斯里蘭卡、東南中國、東南亞及新幾內亞。它在遷徙途中曾被記錄於中國東部，有時在日本也有記錄。澳大利亞的記錄主要來自北領地的Top End和西北西澳大利亞州。

## 棲地
繁殖棲地：森林空地和草地。非繁殖棲地：各種類型的淺淡水濕地，包括稻田和污水處理場，有裸露的泥地或淺水供覓食，並有附近的植被覆蓋。

## 食物
主要是小型無脊椎動物，包括蚯蚓、軟體動物和昆蟲。

## 繁殖
雄鳥進行展示飛行和鷸的嗡嗡聲。

## 保育
由於分佈範圍廣泛且無顯著的族群下降證據，該物種被評估為無危。